# Olimpíada d'escacs de 1927
L'Olimpíada d'escacs de 1927 es va celebrar entre els dies 18 de juliol i 30 de juliol a Londres. Fou la primera Olimpíada organitzada per la FIDE. Estava dividida en una competició oberta i una de femenina, a més a més de diversos altres esdeveniments destinats a la promoció dels escacs.
Hi varen participar equips de setze països, jugant en un sol grup aplicant el sistema Round Robin. L'esdeveniment comptava amb la presència de diversos dels millors jugadors del món del moment, com Maróczy, Euwe, Réti, Grünfeld, o Kostić. Els indiscutibles dos millors jugadors del món, José Raúl Capablanca i Aleksandr Alekhin no hi varen assistir perquè estaven disputant el seu matx pel Campionat del món d'escacs.

## Resultats finals
| Pos.              | Nació          | Jugadors                                       | Punts |
| ----------------- | -------------- | ---------------------------------------------- | ----- |
| Medalla d'or      | Hongria        | Maróczy, Nagy, Vajda, Havasi, Steiner E.       | 40    |
| Medalla de plata  | Dinamarca      | Krause, Norman-Hansen, Andersen, Ruben         | 38,5  |
| Medalla de bronze | Anglaterra     | Atkins, Yates, Thomas, Michell, Spencer        | 36,5  |
| 4                 | Països Baixos  | Euwe, Weenink, Kroone, te Kolsté, Schelfhout   | 35    |
| 5                 | Txecoslovàquia | Réti, Gilg, Hromádka, Pokorný, Prokeš          | 34,5  |
| 6                 | Alemanya       | Tarrasch, Mieses, Carls, Wagner                | 34    |
| 7                 | Àustria        | Grünfeld, Lokvenc, Kmoch, Wolf, Gruber         | 34    |
| 8                 | Suïssa         | Johner H., Naegeli, Zimmermann, Grob, Michel   | 32    |
| 9                 | Iugoslàvia     | Kostić, Vuković V., Asztalos, Kalabar          | 30    |
| 10                | Itàlia         | Rosselli del Turco, Monticelli, Romih, Sacconi | 28,5  |
| 11                | Suècia         | Nilsson, Nyholm, Jakobson, Stoltz              | 28    |
| 12                | Argentina      | Grau, Rivarola, Nogués Acuña, Palau            | 27    |
| 13                | França         | Chéron, Muffang, Renaud, Betbeder              | 24,5  |
| 14                | Finlàndia      | Tschepurnoff, Rasmusson, Heilimo, Terho        | 21,5  |
| 15                | Bèlgica        | Koltanowski, Censer I., Louviau, Censer M.     | 21,5  |
| 16                | Espanya        | Golmayo, Marín, Vilardebò, Soler               | 14,5  |

## Medalles i premis individuals
No es va aplicar cap ordre per escaquers, de manera que foren premiats els sis millors resultats absoluts.
| Pos.              | Jugadors             | Posició        | Punts            |
| ----------------- | -------------------- | -------------- | ---------------- |
| ex aequo          | George Alan Thomas   | Anglaterra     | 12 /15 (80,0%)   |
| ex aequo          | Holger Norman-Hansen | Dinamarca      | 12 /15 (80,0%)   |
| Medalla de bronze | Richard Réti         | Txecoslovàquia | 11,5 /15 (76,7%) |
| 4                 | Géza Maróczy         | Hongria        | 9 /12 (75,0%)    |
| 5                 | Ernst Grünfeld       | Àustria        | 9,5 /13 (73,1%)  |
| 6                 | Max Euwe             | Països Baixos  | 10,5 /15 (70,0%) |